# Famille Garzoni
Pour les articles homonymes, voir Garzoni.
 (juillet 2024).

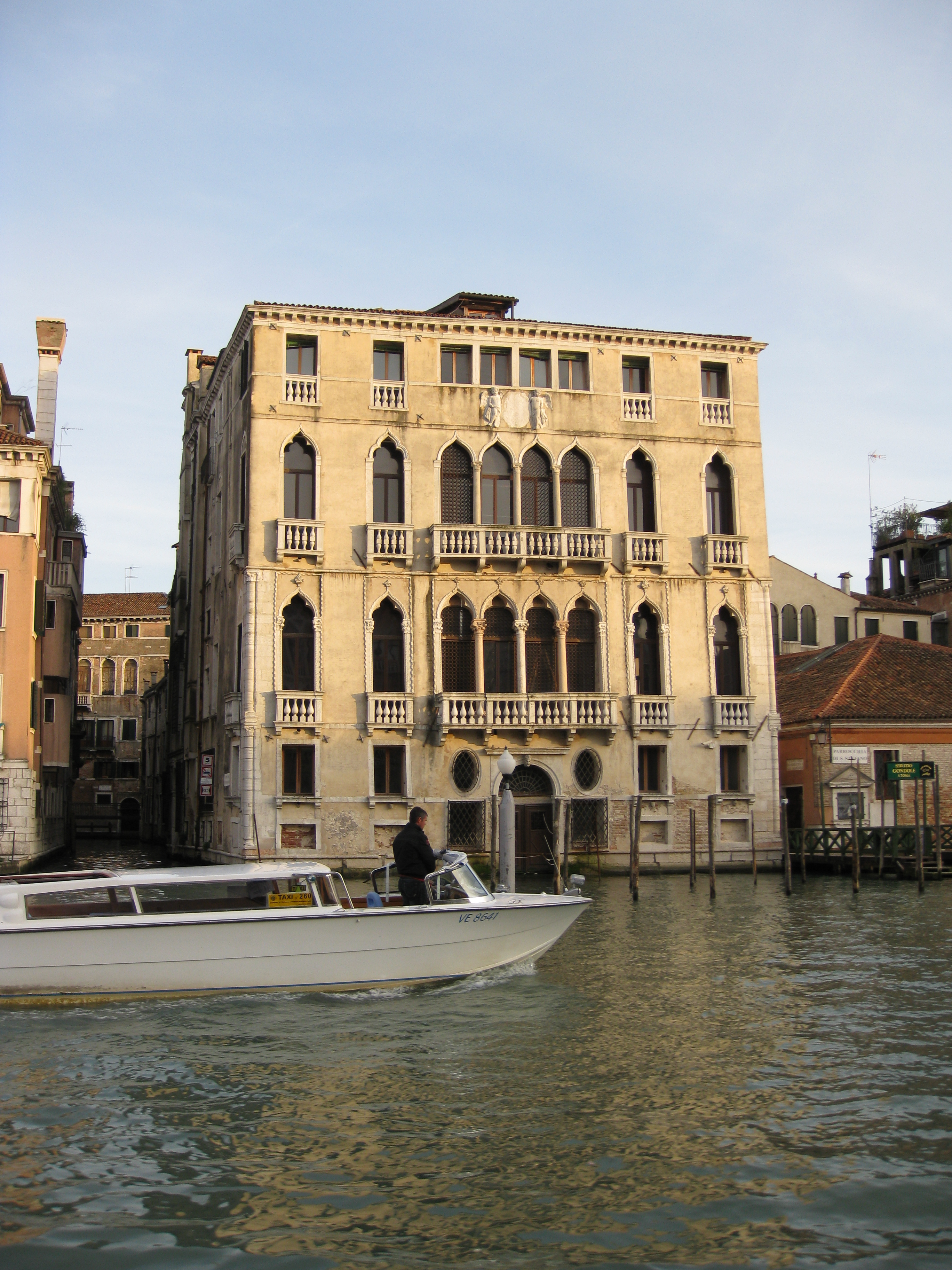
Le palais Garzoni à Venise

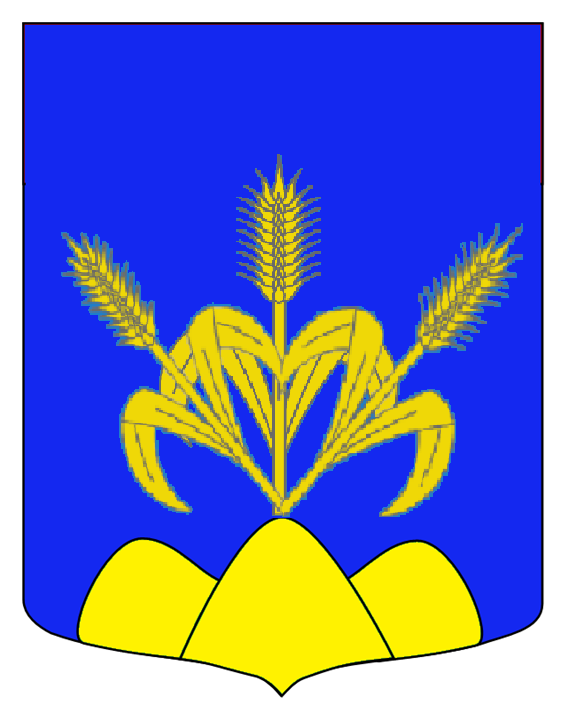
armes des Garzoni

La famille Garzoni (ou Garzon en vénitien) est une famille patricienne de Venise arrivée de Bologne en 1289. Giovanni et Balduino, ayant utilement servi dans la guerre de Gênes, ils furent agrégés à la noblesse vénitienne en 1381.

## Personnalités
- Giovanni Garzoni(it) (avant 1353 - 1427 ou 1428), homme politique et diplomate
- Francesco Garzoni (1378 - 1451), homme politique
- Marino Garzoni (1418 - 1505), homme politique
- Andrea Garzoni (avant 1430 - 1511), banquier
- Alvise Garzoni (1449 - 1526), marchand et homme politique
- Giovanni Garzoni (1514 - 1561), homme politique
- Leonardo Garzoni(it) (1543 - 1592), jésuite et scientifique
- Costantino Garzoni (1547 - 1629), homme politique
- Tomasso Garzoni (1549 - 1589), écrivain
- Pietro Garzoni[2] (1645 - 1735), homme politique et historien
- Pietro Garzoni (1698 - 1769), homme politique.

## Héraldique
Les armes des Garzoni se composent  d'azur à trois montagnes d'or, une sur deux, du sommet de laquelle naissent trois épis du même métal.[réf. nécessaire]